# Cyrill Büchel

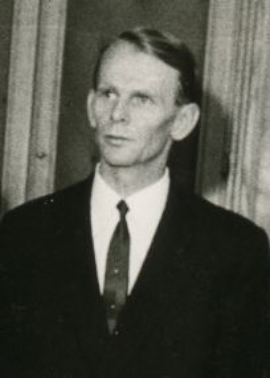
Cyrill Büchel

Cyrill Büchel (* 7. März 1929 in Gamprin; † 16. Mai 2005 in Vaduz) war ein liechtensteinischer Politiker (VU).

## Jugend und Beruf
Cyrill Büchel wurde März 1929 als zweites von fünf Kindern von Julius Büchel und dessen Frau Lydia (geb. Goop) geboren. Er ging in Gamprin zur Schule und trat der 1937 gegründeten Pfadfinderabteilung seiner Heimatgemeinde bei. Im Frühjahr 1945 begann Büchel bei der Scana Konservenfabrik AG zu arbeiten. Im Laufe seiner 45 Jahre umfassenden Karriere in dem Unternehmen arbeitete er dort unter anderem als Prokurist und schliesslich Leiter der Einkaufsabteilung. Im April 1990 ging er in den Ruhestand.
Büchel war seit 1960 mit der aus Mauren stammenden Alice Schreiber verheiratet. Aus der Ehe gingen zwei Söhne und eine Tochter hervor. Der Pfadfinderbewegung sein ganzes Leben verbunden, wurde Büchel, als 1988 mit der Pfadfindergilde eine Vereinigung ehemaliger Pfadfinder gegründet wurde, Mitglied deren Vorstandes und gehörte diesem bis 1998 an. Am 16. Mai 2005 starb er infolge einer Krebserkrankung.

## Politische Karriere
Von 1956 bis 1960 war er Vizepräsident des Arbeiterverbandes. Von 1960 bis 1966 war er Mitglied im Verwaltungsrat der Liechtensteinischen Landesbank. Von 1963 bis 1972 gehörte er für die Vaterländische Union dem Gampriner Gemeinderat an. Büchel wurde nun in der Landespolitik aktiv. Von 1966 bis 1978 sass er für seine Partei als Abgeordneter im Landtag des Fürstentums Liechtenstein. Als seine Partei 1970 die Landtagswahlen gewann, wurde er Regierungsrat für das Ressort Kultur- und Jugendpolitik in der Regierung von Alfred Hilbe. Im April 1971 löste ihn Walter Oehry als Regierungsrat ab.
Nachdem sich Büchel aus der aktiven Politik zurückgezogen hatte, gehörte er weiterhin dem Landesvorstand seiner Partei an und wurde Mitglied im Vorstand der Seniorenunion. 1986 wurde er Ehrenmitglied der Vaterländischen Union. 